# ボウズハギ
ボウズハギ （学名：Naso thynnoides、英名：Oneknife unicornfish）は、テングハギ属に属する魚。

## 分布
西太平洋、インド洋に分布する。日本では伊豆半島以南に生息する。

## 生態
体長は35cm程度。骨質板が1つであるのはテングハギ属の中で本種とキビレボウズハギのみである。尾鰭の両葉が暗色になる。サンゴ礁や岩礁に生息する。